# Erik Davis
Erik Davis, född 12 juni 1967 i Redwood City, Kalifornien, är en amerikansk författare, journalist och offentlig talare vars skrifter spänner från rockkritik till kulturanalys till kreativa utforskningar av esoterisk mystik. Han är kanske mest känd för sin bok Techgnosis, liksom hans arbete med motkulturen i Kalifornien, inklusive Burning Man, human potential movement och skrifter av Philip K. Dick.